# Chondestes
Chondestes is een geslacht van vogels uit de familie van de  Amerikaanse gorzen). Het geslacht telt één soort:.
- Chondestes grammacus – Roodoorgors